# Oratorio della Vannella
L'oratorio della Vannella è un luogo di culto cattolico che si trova in via Desiderio da Settignano, a Settignano, frazione collinare di Firenze.

## Storia e descrizione
L'oratorio fu costruito ed affrescato fra il 1719 e il 1721 (datazione documentata all'altar maggiore e nella volta) a ricordo dell'apparizione della Madonna ad una fanciulla di nome Vanna, chiamata comunemente Vannella. Essendo in origine un tabernacolo, all'interno si trova un affresco, piuttosto danneggiato, da alcuni ritenuto opera giovanile di Sandro Botticelli, raffigurante la Madonna in trono col Bambino.
L'immagine della Vergine è venerata come miracolosa protettrice degli scalpellini e scultori settignanesi; la sinopia è esposta nella controfacciata. Dal 1754 vi ha sede la congregazione 'del Trentesimo', sorta a difesa dell'oratorio. Vi si trova anche una raccolta di piccoli dipinti ex voto del Settecento e Ottocento.